# (9033) Kawane
(9033) Kawane est un astéroïde de la ceinture principale.

## Description
(9033) Kawane est un astéroïde de la ceinture principale. Il fut découvert le 4 janvier 1990 à Susono par Makio Akiyama et Toshimasa Furuta. Il présente une orbite caractérisée par un demi-grand axe de 3,15 UA, une excentricité de 0,21 et une inclinaison de 16,0° par rapport à l'écliptique.

## Compléments